# دایسوکه تونویکه
دایسوکه تونویکه (انگلیسی: Daisuke Tonoike؛ زادهٔ ۲۹ ژانویهٔ ۱۹۷۵) بازیکن فوتبال اهل ژاپن است.
از باشگاه‌هایی که در آن بازی کرده‌است می‌توان به باشگاه فوتبال یوکوهاما مارینوس و باشگاه فوتبال سانفریس هیروشیما اشاره کرد.